# ديفيد روث
ديفيد روث (بالإنجليزية: David Roth)‏ (4 ديسمبر 1985 بسانت لويس في الولايات المتحدة - ) هو لاعب كرة قدم أمريكي في مركز الوسط. لعب مع نيويورك ريد بولز وChicago Fire U-23 ‏.

## وصلات خارجية
- ديفيد روث على موقع قاعدة بيانات كرة القدم.إي يو (الإنجليزية)